# 崔特·休伊
崔特·康拉德·休伊（Treat Conrad Huey，1985年8月28日—）是一位菲律賓男子職業網球運動員。曾参加2010年亚洲运动会和2014年亚洲运动会，两次比赛均未获得奖牌。

## 外部連結
- 崔特·休伊（英文/西班牙文）的官方資料
- 崔特·休伊的國際網球總會 職業／青少年 官方資料（英文）
- 崔特·休伊的官方資料（英文）
- 崔特·休伊的X（前Twitter）